# Holocausto Americano (libro)

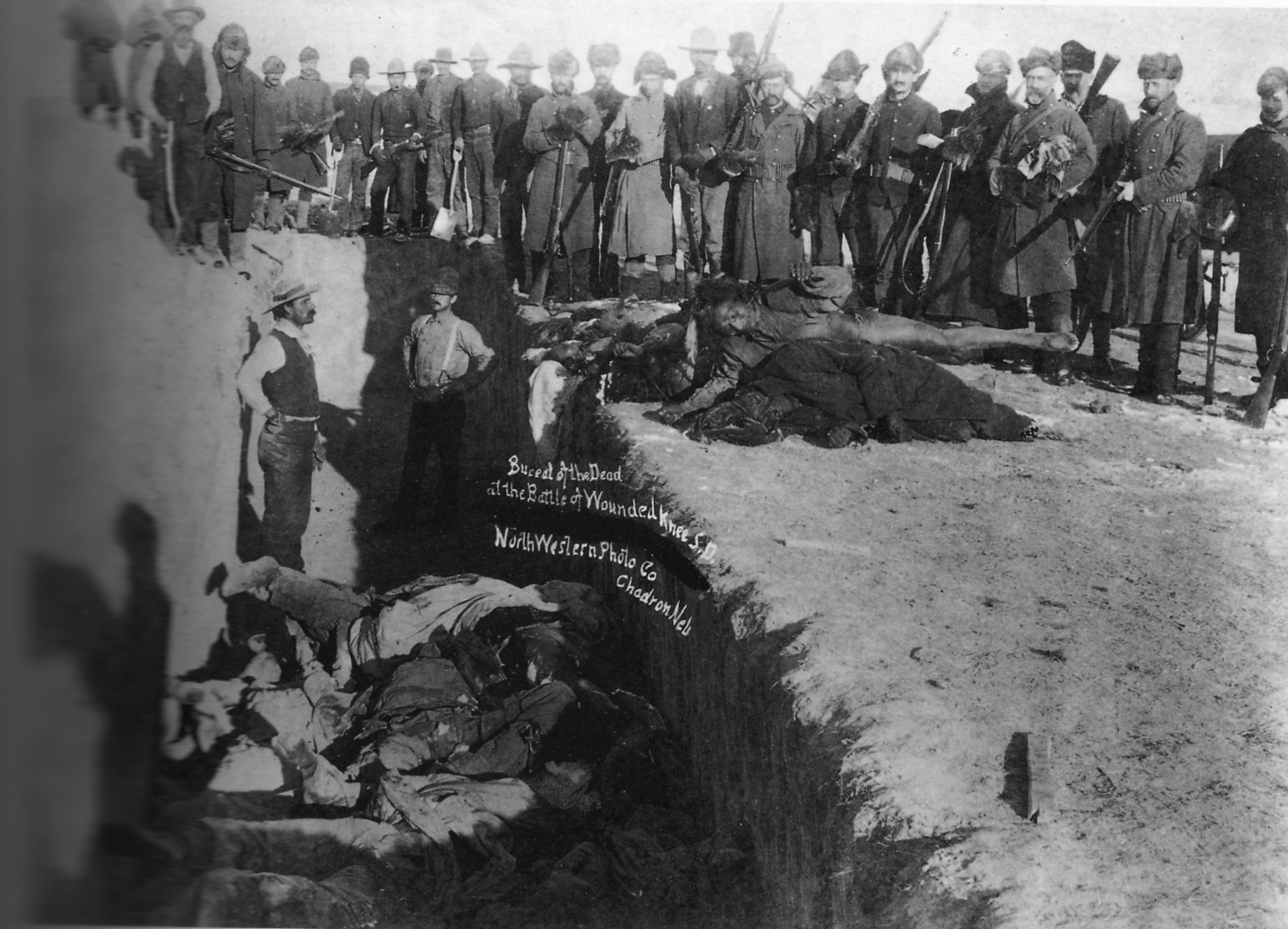
Entierro de los muertos tras la masacre de Wounded Knee. Soldados estadounidenses colocando a Indígenas en una fosa común; algunos cadáveres están congelados en diferentes posiciones. Dakota del Sur, Estados Unidos. 1891.

American Holocaust: Columbus and the Conquest of the New World es un libro multidisciplinario sobre los pueblos Indígenas de las Américas y la historia colonial escrito por el erudito e historiador estadounidense David Stannard .
Este libro generó una gran cantidad de comentarios críticos. Stannard respondió a algunas de ellas en un ensayo titulado "Singularidad como negación: la política de la erudición del genocidio", publicado en El Holocausto es Singular?, editado por Alan S. Rosenbaum.

## Resumen
Stannard comienza con una descripción de la diversidad cultural y biológica en  América antes del contacto en 1492. El libro examina la historia de la colonización europea en la América, durante aproximadamente 400 años, desde los primeros ataques españoles en el Caribe en la década de 1490 hasta la Masacre de Wounded Knee en la década de 1890: los habitantes Indígenas de América del Norte y del Sur han sufrido despojo, masacres, esclavitud, opresión y explotación. Durante ese tiempo, la población Indígena del hemisferio occidental disminuyó desde 100 millones de personas. El autor sigue el camino del colonialismo desde el Caribe hasta México y América Central y del Sur, luego América de Norte hasta Florida, Virginia y Nueva Inglaterra, y finalmente cruza las Grandes Llanuras y el suroeste hasta California y la costa del Pacífico Norte. Stannard revela que donde quiera que fueran los europeos o sus descendientes, los Indígenas se vieron atrapados entre las epidemias importadas y el colonialismo, lo que generalmente resultó en la aniquilación del 95 por ciento en promedio de sus poblaciones.
El autor explora la historia de la ideología europea y cristiana hacia la religión, la raza y la guerra, encuentra el terreno cultural preparado a fines de la Edad Media para la campaña de genocidio de siglos de duración que los europeos y sus descendientes lanzaron, y en lugares continúan librando--contra los pueblos Indígenas de las Américas. Stannard sugiere que los perpetradores del Holocausto americano se basaron en los mismos fundamentos ideológicos que los arquitectos posteriores del Holocausto nazi. El autor escribe que los genocidios Indígenas en el Nuevo Mundo se basaron en la proposición de que los indios americanos eran biológica, racial e inherentemente inferiores. Así, el proceso de “deshumanización” ocasiona sadismo y genocidio en las personificaciones de pueblos enteros (p. 253). Es una ideología de supremacía occidental que sigue aplicándose en la actualidad, agrega, y que en los últimos años ha resultado en justificaciones estadounidenses para intervenciones militares en el extranjero.
Stannard concluye que los pueblos Indígenas sobrevivientes de Estados Unidos todavía hoy día enfrentan el dilema que se remonta a 1492. Entonces, su elección era renunciar a su religión, sus tierras y su cultura o sufrir más castigos que infligirían los colonizadores europeos (p. 258).

## Recepción
Francis Jennings de Early American Literature escribió:

En esencia, el libro consta de dos elementos principales: descripciones del horrible derramamiento de sangre que sufrieron los indios americanos como consecuencia del descubrimiento europeo; y una explicación de la evolución de las ideas europeas que culminó en el genocidio del título.

Samuel R. Cook en The American Indian Quarterly escribe:

... el autor se enfoca en el componente genocida de la conquista de las Américas, etiquetándolo, "de lejos, el acto de genocidio más masivo en el mundo... El Holocausto estadounidense es una adición sustancial a la biblioteca de injusticia hacia los estadounidenses". Nativos....Desde un punto de vista ético, trabajos como el de Stannard son necesarios para contrarrestar el etnocentrismo de los trabajos históricos pasados sobre los nativos...".

Wilbur Jacobs en Journal of American Ethnic History escribe:

"Stannard comienza su libro con un estudio de la vida y las sociedades indias a lo largo de los estadounidenses en la era "antes de Colón". Con precisión académica, explora la literatura relevante como base para evaluar la destrucción generalizada de los pueblos indios americanos que entraron en contacto con los pueblos europeos, especialmente los españoles. Sus capítulos luego se expanden a relatos dramáticos de pestilencia, genocidio y luego a discusiones fascinantes sobre sexo, raza y la guerra santa contra los pueblos originarios de las Américas El hilo principal de la discusión demuestra que, después del impacto de Colón y sus seguidores, los caminos de los europeos y los nativos de América se enredaron en un doble desastre de plagas europeas de enfermedades y tratos salvajes y atrocidades. Stannard estima que el 95 por ciento de los pueblos indígenas fueron aniquilados".

Daniel T. Reff de la Universidad Estatal de Ohio escribe sobre el libro: "La gran fortaleza de este libro es la aclaración de las muchas contingencias institucionales e ideológicas que contribuyeron al Holocausto americano, así como a los genocidios posteriores".

## Contenido
Parte 1: Antes de Colón
Parte 2: Pestilencia y Genocidio
Parte 3: Sexo, Raza y Guerra Santa
Apéndice I: Del poblamiento y población precolombina
Apéndice II: Sobre el racismo y el genocidio